# Бриджер (округ Галлатін, Монтана)
Бриджер (англ. Bridger) — переписна місцевість (CDP) в США, в окрузі Ґаллатін штату Монтана. Населення — 72 особи (2020).

## Географія
Бриджер розташований за координатами 45°48′15″ пн. ш. 110°53′47″ зх. д. / 45.80417° пн. ш. 110.89639° зх. д. (45.804244, -110.896384).  За даними Бюро перепису населення США в 2010 році переписна місцевість мала площу 9,34 км², з яких 9,32 км² — суходіл та 0,01 км² — водойми.

## Демографія
Згідно з переписом 2010 року, у переписній місцевості мешкало 30 осіб у 15 домогосподарствах у складі 11 родини. Густота населення становила 3 особи/км².  Було 37 помешкань (4/км²).
Расовий склад населення:
| - 100,0 % — білих |

До двох чи більше рас належало 0,0 %. Частка іспаномовних становила 0,0 % від усіх жителів.
За віковим діапазоном населення розподілялося таким чином: 16,7 % — особи молодші 18 років, 43,3 % — особи у віці 18—64 років, 40,0 % — особи у віці 65 років та старші. Медіана віку мешканця становила 59,5 року. На 100 осіб жіночої статі у переписній місцевості припадало 114,3 чоловіків;  на 100 жінок у віці від 18 років та старших — 108,3 чоловіків також старших 18 років.
Цивільне працевлаштоване населення становило 0 осіб. 